# 許愿
許愿 （1964年2月13日—），本名許孝慈，香港80至90年代音樂人，未加入音樂行業前在TVB擔任排舞師。他主要是作曲及負責唱片監製，曾與多位著名樂壇巨星合作，包括林憶蓮、张学友等。他曾著有多首經典作品，和林憶蓮曾多次合作，如《野花》、《愛上一個不回家的人》等。
歌手林憶蓮曾邀請許愿開設製作公司「星工廠」，曾培育不少現今當紅藝人，例如組合風火海的陈小春、謝天華、朱永棠等。不少樂壇人士認為他對於林憶蓮相同熟悉，多次為她改造令她成就更高，他亦曾跟林憶蓮有一段情。
1996年，許愿與李麗珍結婚，兩人育有一女許倚榕，但這短婚姻只維持了四年，他們於2000年離婚，女兒由母親照顧。

## 音樂作品
- 譚耀文 - 烽火情天（作詞）
- 張達明 - 神奇事之遊戲2000年（與伍樂城共同作曲）
- 蕭瀟 、譚耀文 - 沒完沒了（與林子揚共同作曲）
- 譚耀文 - 一生萬變（作詞，與趙增熹共同作曲）
- 蕭瀟 、劉祖德 - 天地浪漫（與林子揚共同作曲）
- 謝天華 - 吃喝時代（與謝國維共同作詞）
- 張國榮 - 今生今世（作曲）
- 金培達 - 花和尚（作曲）
- 林憶蓮 - 不如重新開始（作曲）
- 林憶蓮 - 當我眼前只有你（與胡伟立共同作曲、與趙增熹、黃偉年共同監製）
- 林憶蓮 - 願（與黃偉年作曲）
- 李克勤 - 日夜消磨（作曲）
- 翁倩玉 - 永遠相信（與趙增熹共同作曲）

## 電影作品 (1994-2008)
演員 (8 部電影)
- 金枝玉葉 (1994) ... 飾演 阿Wing 的歌唱老師
- 金枝玉葉2 (1996) ... 飾演 電影導演
- 食神 (1996) ... 飾演 銀行家
- 喜劇之王 (1999)
- 魔幻廚房 (2004) ... 飾演 阿貴的螃蟹晚餐客人
- 六壯士 (2004) ... 飾演 Roy
- 戲王之王 (2007) ... 飾演 阿許
- 愛情萬歲 (2008) ... 飾演 阿Sing 的叔叔

編劇 (1 部電影)
- 金枝玉葉 (1994)

故事 (2 部電影)
- 金枝玉葉 (1994)
- 金枝玉葉2 (1996)

原創音樂 (6 部電影)
- 山水有相逢 (1995)
- 偷偷愛你 (1996)
- 古惑仔之人在江湖 (1996)
- 古惑仔2之猛龍過江 (1996)
- 古惑仔3之隻手遮天 (1996)
- 十二夜 (2000)

音樂 (9 部電影)
- 金枝玉葉 (1994)
- 記得...香蕉成熟時II初戀情人 (1994)
- 等愛的女人 (1994)
- 歡樂時光 (1995)
- 飛虎雄心2之傲氣比天高 (1996)
- 97古惑仔：戰無不勝 (1997)
- 對不起，多謝你 (1997)
- 新古惑仔之少年激鬥篇 (1998)
- 緣份的世紀 (2000)

作曲 (1 部電影)
- 色情男女 (1996)

音樂設計 (14 部電影)
- 山水有相逢 (1995)
- 偷偷愛你 (1996)
- 古惑仔之人在江湖 (1996)
- 嫲嫲·帆帆 (1996)
- 古惑仔2之猛龍過江 (1996)
- 古惑仔3之隻手遮天 (1996)
- 衝鋒隊：怒火街頭 (1996)
- 金枝玉葉2 (1996)
- 賭神3之少年賭神 (1996)
- 食神 (1996)
- 完全結婚手冊 (1997)
- 神偷諜影 (1997)
- 飛虎雄心2傲氣比天高 (1998)
- 真心英雄 (1999)

策劃 (1 部電影)
- 金枝玉葉 (1994)

## 圖書作品
2023年，許愿出版首部圖書作品《离地半尺》。他在書中細聊二十世紀七十、八十年代經典流行港樂的創作歷程，與讀者分享歌詞背後的獨家故事。

## 外部連結
- 許愿的Facebook專頁
- 許愿的Instagram帳戶
- 許愿的新浪微博